# Каджі

Каджі — в грузинській нижчій міфології — духи.
Каджі представлялися як антропоморфні істоти відразливого вигляду. Місцем їх постійного проживання називали Каджеті. Вважалося, що каджі могли перетворювати день у ніч, а ніч — в день, викликати морські бурі, вільно пересуватися по водній поверхні. вони були наділені даром перевтілення і таємничого зникнення.
Згідно з переказами, розрізняли земних і водних каджі. Земні каджі жили в лісах і на недоступних скелях. Вони шкодили людям — смертельно били або зводили їх з розуму. Водні каджі мешкали в річках і озерах. Вони були менш шкідливими — часто протегували рибалкам.
За повір'ями, жінки-каджі відрізнялися красою. Вони часто вступали в любовні відносини з людьми, виходили заміж за героїв. Дружини-каджі нерідко виручають героїв з біди.